# Kajakarstwo na Letnich Igrzyskach Olimpijskich 1952 – K-2 10 000 m mężczyzn
Zawody w kajakarstwie klasycznym (K2) na dystansie 10000 m mężczyzn na Letnich Igrzyskach Olimpijskich 1952 zostały rozegrane 27 lipca. W zawodach wzięło udział 36 zawodników z 18 państw. Zawody składały się wyłącznie z finału.

## Rezultaty

### Finał
| Poz. | Zawodnik                                | Reprezentacja     | Czas    |
| ---- | --------------------------------------- | ----------------- | ------- |
|      | Kurt Wires Yrjö Hietanen                | Finlandia         | 44:21.3 |
|      | Gunnar Åkerlund Hans Wetterström        | Szwecja           | 44:21.7 |
|      | Ferenc Varga József Gurovits            | Węgry             | 44:26.6 |
| 4    | Max Raub Herbert Wiedermann             | Austria           | 44:29.1 |
| 5    | Ivar Mathisen Knut Østby                | Norwegia          | 45:04.7 |
| 6    | Karl-Heinz Schäfer Meinrad Miltenberger | Niemcy            | 45:15.2 |
| 7    | Rudolf Klabouch Bedřich Dvořák          | Czechosłowacja    | 45:39.6 |
| 8    | Ingvard Nørregaard Svend Frømming       | Dania             | 45:59.6 |
| 9    | Cees Koch Jan Klingers                  | Holandia          | 46:09.6 |
| 10   | Igor Feoktisow Nikołaj Teterkin         | ZSRR              | 47:00.9 |
| 11   | William Bridgen James Nickel            | Kanada            | 47:53.2 |
| 12   | Heinrich Heß Kurt Zimmer                | Protektorat Saary | 48:05.6 |
| 13   | Josy Koelsch Georges Kunz               | Francja           | 48:23.2 |
| 14   | John Anderson Paul Bochenwich           | Stany Zjednoczone | 48:30.7 |
| 15   | Graham Palmer Raymond Parker            | Wielka Brytania   | 48:32.6 |
| 16   | Werner Müller Werner Bieri              | Szwajcaria        | 49:21.2 |
| 17   | Raffaele Bastoni Dante Agostini         | Włochy            | 49:21.8 |
| 18   | Eugène Hanck Roland Licker              | Luksemburg        | 50:08.4 |